# Leisure 22
| Technische Daten (Überblick) | Technische Daten (Überblick)                      |
| ---------------------------- | ------------------------------------------------- |
| Schiffstyp:                  | Segelyacht                                        |
| Länge (ü.a.):                | 6,71 m                                            |
| Breite (ü.a.):               | 2,39 m                                            |
| Tiefgang:                    | 0,81/1,19 m                                       |
| Leergewicht:                 | 1497 kg                                           |
| Ballastanteil:               | 635 kg                                            |
| Antriebsart:                 | Segel / Außenborder / Einbaudiesel/Einbaubenziner |
| Passagierkapazität:          | 5                                                 |
| Baujahre:                    | 1971–…                                            |
| Bauwerft:                    | Cobramold Ltd, Großbritannien                     |

Leisure 22 ist eine Serie von Sportbooten der britischen Firma Cobramold Ltd (die später in Brinecraft Ltd umbenannt wurde). Die Yacht ist hauptsächlich für Fahrten in küstennahen Seegewässern gebaut. Die Kimmkielversion (KK) ist aufgrund ihres geringen Tiefgangs und der Fähigkeit zum Trockenfallen für Fahrten in Tidengewässern geeignet.

## Geschichte
Die erste Version kam unter dem Namen Leisure 22 im Jahr 1971 auf den Markt. Die Leisure 22 ist mit der späteren Leisure 23 fast baugleich. Die Leisure 22 hat ein segeltechnisches Problem: Sie saugt sich bei falscher Längstrimmung mit dem Heck fest.
Der Effekt eines einsinkenden Hecks bei falschem Trimm kann in der Praxis bei vielen kleineren Booten beobachtet werden.
Ein Praxistest mit einer Leisure 22 zu diesem Effekt ergab: Bei absichtlich falschem Längstrimm ist ein Absenken des Hecks um circa 15 cm mit Erreichen der Rumpfgeschwindigkeit beobachtbar. Bewertung: Aufgrund des hohen Freibords der Leisure 22 von 80 cm stellte der Effekt keine praktische Einschränkung dar. Ein ausgeglichener Längstrimm sollte im Sinne guter Fahrteigenschaften jedoch immer berücksichtigt werden. Ein gut getrimmtes Boot fährt aufgrund der optimalen Wasserlinienlänge schneller und setzt zudem so mit dem Bug in die Welle, wie die Konstruktion es vorsieht. In der Praxis ist es dafür meist ausreichend, Proviant und Gepäck nahe dem Bug zu platzieren (Bedingungen des Praxistests: Leisure 22 KK-Version, fünf Erwachsenen im Cockpit, leerer Bugstauraum/falscher Trimm, 10-PS-AB-Motor, Vollgasfahrt mit Rumpfgeschwindigkeit).

## Kielversionen
Die Leisure 22 wurde in Varianten mit Kimmkiel und 0,81 m Tiefgang oder Mittelkielversion 1,19 m Tiefgang hergestellt.

## Besegelung
| Großsegel: | 9,8 m²  |
| Genua:     | 10,2 m² |
| Fock:      | 7,9 m²  |
| Spinnaker: | 32,5 m² |

## Motorisierung
Die meisten Boote sind mit einem Außenbordmotor ausgestattet, es gibt aber auch Varianten mit Einbaumotoren, z. B. Einbaudiesel mit Saildrive. 10 PS Motorleistung sind ausreichend, um die Rumpfgeschwindigkeit zu erreichen. Es wurden auch Zweitaktmotoren (Benzin) des Fabrikats Vire verbaut, meistens mit 7 PS Leistung.

## Deck
Das Cockpit bietet Platz für fünf Personen. Zwischen Cockpit und Heck befindet sich eine geräumige Backskiste. Auf dem Vorschiff befindet sich eine Luke, die in die darunterliegende Vorschiffskabine führt.

## Kajüte
Im Vorschiff ist eine Doppelkoje untergebracht. Unter der Liegefläche der Steuerbordkoje ist Platz für eine Toilette vorgesehen. Durch Aufklappen der Liegefläche wird diese frei. Auf der Backbordseite im Mittelschiff befindet sich die Pantry; diese verfügt über ein Waschbecken. Fläche zum Stellen eines Kochers ist vorgesehen. Auf der Steuerbordseite befindet sich ein Tisch mit zwei Bänken, auf denen je eine erwachsene Personen und ein Kind Platz finden. Der Tisch auf Bankhöhe abgesenkt bildet ein schmales Doppelbett von 2,00 m × 0,95 m. Eine Hundekoje bildet das fünfte Bett auf der Backbordseite. Außer circa 50 cm liegt die Liegefläche unter dem Cockpit. Unter der Steuerbordbank des Cockpits befindet sich eine weitere Kiste.

## Test durch Fachzeitschrift Yacht
In der Zeitschrift Yacht wurde 1975 in Heft 7, S. 108 ff., ein Test der Leisure 22 veröffentlicht. Darin werden die schmalen Seitendecks, die Manövriereigenschaften und scharfkantige Kajütlukschienen bemängelt und folgende Punkte hervorgehoben: der Wohnkomfort durch den breiten Kajütaufbau, das geschützte Cockpit, die Kursstabilität sowie die gute Anfangsstabilität und das weiche Einsetzen bei Seegang.